# Reinhardtius hippoglossoides
L'halibut della Groenlandia (Reinhardtius hippoglossoides Walbaum 1792), noto commercialmente come ippoglosso nero  o con il nome generico di halibut, è un pesce di mare della famiglia Pleuronectidae.

## Distribuzione e habitat
Specie settentrionale ed artica, vive sia nell'Oceano Atlantico che nell'Oceano Pacifico. In Europa lo si ritrova dalla Scozia (molto raro) fino al mar Bianco ed all'Oceano Artico, attorno all'Islanda ed alla Groenlandia. Vive tra 50 e 2000 metri di profondità su fondi mobili ma passa il suo tempo anche in acque libere, lontano dal fondo.

## Descrizione
Simile all'halibut da cui si distingue per la bocca ancora più grande, per il corpo più basso e per gli occhi molto staccati, di cui il superiore sul bordo dorsale. Il colore è marrone scurissimo, la pigmentazione ed il colore sono identici sul lato cieco e su quello oculare. Misura fino a 1 metro.

## Alimentazione
Caccia pesci e crostacei.

## Pesca
Viene pescato di frequente, soprattutto dopo l'eccessivo sfruttamento degli stock degli altri halibut. Le carni sono simili a quelle dell'halibut.